# Allionia
Allionia é um género botânico pertencente à família Nyctaginaceae.